# زيغمونت كوبياك
زيغمونت كوبياك (بالبولندية: Zygmunt Kubiak)‏ هو مترجم بولندي، ولد في 30 أبريل 1929 في وارسو في بولندا، وتوفي بنفس المكان في 19 مارس 2004.

## وصلات خارجية
- زيغمونت كوبياك على موقع ديسكوغز (الإنجليزية)